# Édouard Bénédictus
Édouard Bénédictus (* 1878 in Paris; † 28. Januar 1930 ebenda) war ein französischer Maler, Komponist, Schriftsteller und Chemiker.
Er begann 1897 als Buchbinder und entwarf dann Einrichtungsmaterialien. Er lernte Maurice Ravel kennen, dessen Lied Noël des jouets an einem musikalischen Abend bei Bénédictus erstmals aufgeführt wurde.
1903 stieß er in seinem Labor versehentlich einen Glaskolben vom Regal und war verwundert, dass dieser nicht zersplittert war. Von seinem Assistenten erfuhr er, dass der Kolben flüssiges Zelluloid enthalten hatte, das verdunstet war und eine dünne Plastikschicht zurückgelassen hatte.
Kurz darauf las er von einem Verkehrsunfall, bei dem eine Frau durch die zersplitterte Windschutzscheibe schwer verletzt wurde. Nach zahlreichen Experimenten erhielt er 1909 ein Patent auf sein laminiertes Glas. John Crew Wood hatte schon 1905 ein Patent eingereicht. Die Automobilindustrie zeigte sich aufgrund der Kosten jedoch an seinem Sicherheitsglas wenig interessiert.
1910 entwickelte er ein Dreischicht-Sicherheitsglas Triplex, das im Ersten Weltkrieg in Flugzeugen Verwendung fand. In diesem Verfahren wurden zwei Glastafeln nacheinander mit einer Gelatine- und Cellulose-Schicht überzogen, dann mit einer Celluloidschicht im Spiritusbad zusammengelegt und von einer hydraulischen Presse unter erhöhter Temperatur splitterfest miteinander verklebt. Die deutschen Herstellungsrechte erwarb noch im gleichen Jahr und ein Jahr vor England und den USA der Aachener Glasfabrikant Ferdinand Kinon, der diese neben der Produktion von Verbund-Sicherheitsglas für den Automobilsektor vor allem für die Herstellung von schussfestem Glas für Kriegspanzer sowie gefärbte Verbundgläser für Fliegerbrillen einsetzte.
Seine Arbeit in der bildenden Kunst begann in der Zeit des Jugendstils. 1912 schrieb er einen einflussreichen Artikel in der Zeitschrift L'Art décoratif. Danach entwickelte er sich im Stil des Art déco weiter. Mit seinen Werkportfolios „Variations“ von 1923 und „Nouvelles Variationen“ von 1928 war er einer der bekanntesten Ideengeber des floralen Art déco. Seine Entwürfe wurden im Pavillon de l'Ambassade Francaise auf der Ausstellung Exposition internationale des Arts Décoratifs et industriels modernes in Paris im Jahr 1925 gezeigt. Er arbeitete unter anderem mit dem französischen Kunsthandwerker André Groult zusammen, für dessen Möbel er zahlreiche Tapisserien kreierte.